# Verwaltungsstab
Der Verwaltungsstab ist der Teil einer Organisation, der die Entscheidungen des Führungsstabes umsetzt sowie die laufende Verwaltung (z. B. Haushaltsführung, Verfassen des Jahresberichts) innehat, also den Herrschaftsbetrieb in seiner äußeren Erscheinung repräsentiert und leitet.